# AS Police Brazzaville
Association Sportive Police Brazzaville w skrócie AS Police – kongijski klub piłkarski grający niegdyś w pierwszej lidze kongijskiej, mający siedzibę w mieście Brazzaville.

## Sukcesy
- I liga[1]):
  - mistrzostwo (2): 2002, 2005.

- Puchar Konga:[2]
  - zwycięstwo (1): 2001.

## Występy w afrykańskich pucharach
| Sezon | Rozgrywki                 | Runda       | Kraj    | Klub                | Dom | Wyjazd | Dwumecz      |
| ----- | ------------------------- | ----------- | ------- | ------------------- | --- | ------ | ------------ |
| 2002  | Puchar Zdobywców Pucharów | 1           | Nigeria | Dolphins FC         | 2–0 | 0–1    | 2–1          |
| 2002  | Puchar Zdobywców Pucharów | 2           | Kamerun | Fovu Baham          | 0–0 | 0–0    | 0–0 (k. 5–3) |
| 2002  | Puchar Zdobywców Pucharów | ćwierćfinał | Sudan   | Al-Mourada Omdurman | 1–0 | 3–0    | 4–0          |
| 2002  | Puchar Zdobywców Pucharów | półfinał    | Ghana   | Asante Kotoko SC    | 2–3 | 0–4    | 2–7          |
| 2003  | Liga Mistrzów             | 1           | Mali    | Stade Malien        | 2–1 | 0–1    | 2–2          |

## Stadion
Domowe mecze klub rozgrywa na stadionie o nazwie Stade Alphonse Massemba-Débat w Brazzaville, który może pomieścić 33 037 widzów.

## Reprezentanci kraju grający w klubie od 1989 roku
Stan na styczeń 2023.
| - Sidoine Beaullia - Djodjo Bomassi - Michel de Buisson - Luc-Arsène Diamesso - William Dibakala - Endzongo Itoua - Ulrich Lepaye | - Gabin Matondo - Messin Mbama - Sylvain Moukassa - Boris Ngolo - Harris Tchilimbou - Assane Topé |